# Svetla Otsetova
Svetla Christova Otsetova (Sofia, 23 november 1950) is een Bulgaars roeister.
Roeien stond tijdens de Olympische Zomerspelen 1976 in Montreal voor het eerst voor vrouwen op het programma. Otsetova won daar de gouden medaille in de dubbel-twee. Op wereldkampioenschappen behaalde Otsetova vier medailles waaronder één gouden in de dubbel-twee. Otsetova behaalde tijdens haar tweede spelen in 1980 de vierde plaats wederom in de dubbel-twee.

## Resultaten

### Olympische Zomerspelen
| Jaar | Plaats   | Resultaten           |
| ---- | -------- | -------------------- |
| 1976 | Montreal | in de dubbel-twee    |
| 1980 | Moskou   | 4e in de dubbel-twee |

### Wereldkampioenschappen roeien
| Jaar | Plaats     | Resultaten        |
| ---- | ---------- | ----------------- |
| 1975 | Nottingham | in de dubbel-twee |
| 1977 | Amsterdam  | in de dubbel-twee |
| 1978 | Cambridge  | in de dubbel-twee |
| 1979 | Bled       | in de dubbel-twee |

1976: Svetla Otsetova & Zdravka Jordanova ·
1980: Jelena Chloptseva & Larissa Popova ·
1984: Marioara Popescu & Elisabeta Oleniuc ·
1988: Birgit Peter & Martina Schröter ·
1992: Kerstin Köppen & Kathrin Boron ·
1996: Marnie McBean & Kathleen Heddle ·
2000: Jana Thieme & Kathrin Boron ·
2004: Georgina Evers-Swindell & Caroline Evers-Swindell ·
2008: Georgina Evers-Swindell & Caroline Evers-Swindell ·
2012: Katherine Grainger & Anna Watkins   ·
2016: Magdalena Fularczyk-Kozłowska & Natalia Madaj ·
2020: Nicoleta-Ancuța Bodnar & Simona Radiș ·
2024: Brooke Francis & Lucy Spoors